# Bernardo Bellini
Bernardo Bellini (Griante, 21 marzo 1792 – Torino, 17 marzo 1876) è stato un poeta, drammaturgo e tipografo italiano.

## Biografia
Figlio di Carlo, insegnante di lingue straniere, e di Maria Bonomi, si laureò in Legge all'Università degli Studi di Pavia. Tuttavia l'inclinazione per le lingue antiche lo portò a tradurre opere di autori antichi greci e latini iniziando a pubblicare testi poetici come il Triete anglico nel 1816. Fu, quindi, chiamato a insegnare eloquenza latina e letteratura greca al liceo di Cremona. Il suo appoggio alle aspirazioni dei Savoia lo costrinse nel 1848 a rifugiarsi in Piemonte e, successivamente alla sconfitta sabauda di Novara, si rifugiò con la famiglia a Parigi.
Ritornato in Italia nel 1852, insegnò retorica a Cagliari e si dedicò, tra altre opere poetiche, alla stesura de L'inferno della tirannide, che fu pubblicata a Torino nel 1865, poema in 34 canti che, clonando le rime dell'Inferno di Dante, descriveva il dominio austriaco che opprimeva la nazione italiana che aspirava a farsi stato per il tramite dei Savoia. Nello stesso anno pubblicò il seguito, Il Purgatorio d'Italia.
Negli ultimi anni della sua vita, nel corso della quale si sposò quattro volte, collaborò con Nicolò Tommaseo al Dizionario della lingua italiana.

## Opere
- Francesca da Rimini, tragedia, Cremona, 1820.
- Pantografia istorica, opera enciclopedica, Cremona 1831 e segg. (versione digitalizzata)
- L'inferno della tirannide, Tipografia eredi Botta, Torino, 1865.
- Il Purgatorio d'Italia, Stamperia dell'Unione Tipografica - Editrice, Torino, 1865.
- Dizionario della Lingua Italiana, con Niccolò Tommaseo, editore Luigi Pomba, Torino.